# Брама, Джозеф
Джозеф Брама (англ. Joseph Bramah, 13 апреля 1748 — 9 декабря 1814) — английский изобретатель, известен прежде всего тем, что изобрел гидравлический пресс. Наряду с Уильямом Армстронгом, его можно считать одним из основателей гидротехники.

## Биография
Джозеф был вторым сыном в семье фермера Иосифа Брамма и его жены Мери Дентон, состоящей из трёх сыновей и двух дочерей (обратите внимание на различное написание фамилии). Он получил образование в местной школе, в Силкстоуне и по окончании школы был отдан в обучение к местному плотнику. По завершении своей учёбы он переехал в Лондон, где начал работать краснодеревщиком. В 1783 году он женился на Марии Лотон из Маплуэлла, городка рядом с Барнсли, (Саут-Йоркшир, Великобритания), и пара основалась в Лондоне. В дальнейшем у них родились дочь и четверо сыновей. Молодожёны сначала жили по адресу: Пикадилли, 124, но позже переехали на Пимлико (небольшая площадь Центрального Лондона.

## Изобретения
Самым важным изобретением Брамы является гидравлический пресс, запатентованный им в 1795 году. Это изобретение стало важным этапом в развитии промышленности и широко используется в производстве до сих пор. 
Будучи талантливым и разносторонним изобретателем, Брама также изобрёл пивной гидравлический насос (1797), строгальный станок (1802), бумагоделательную машину (1805), машину для автоматической печати банкнот с последовательными регистрационными номерами (1806), перьевую ручку собственной конструкции (1809). Он также первым запатентовал процесс экструзии для создания свинцовых труб, создал устройство для автоматической перезарядки оружия (патент № 2652).
В 1784 г. Джозеф Брама получил патент на изобретённый им сейф. Современные сейфы — модификация «сейфа Брама». Он первым наладил конвейерную сборку сейфов.
В 1778 году Джозеф Брама запатентовал модель туалета, оснащенную медным пневмоцилиндром, обеспечивавшим 15-секундный смыв.

## Устойчивый к взлому замок
Работая столяром-краснодеревщиком, Брама увлёкся задачей создания замка, который невозможно вскрыть отмычками, и в 1784 году выставил в витрине своего магазина сконструированный им замок с обещанием выплатить награду в 200 гиней тому, кто сумеет его открыть. В течение 67 лет никому не удавалось этого сделать. Брама добился этого успеха благодаря созданию ряда сложных высокоточных инструментов, которые послужили началу бурного развития машиностроительного производства в Англии XIX века. 
Только в 1851 году, на Всемирной выставке, американский слесарь Альфред Чарльз Хоббс смог открыть замок и, после некоторых споров об обстоятельствах, при которых он смог открыть замок, Хоббсу было выплачено вознаграждение. Хоббс сумел справиться с этой задачей, потратив на взлом в общей сложности 51 час. 

## Сотрудники
Сотрудником Джозефа Брамы долгое время был не менее известный английский инженер Генри Модсли, изобретатель токарно-винторезного станка, который разработал технологию дешёвого и экономичного производства замков конструкции Брамы, а также предложивший ключевое усовершенствование гидравлического пресса. Вместо применявшейся до того пеньковой набивки, которая либо имела слишком большие течи, либо оказывала чрезмерное сопротивление движению, Модсли предложил делать уплотнение силового плунжера с помощью кожаной чашеобразной шайбы-обтюратора, разжимавшейся давлением рабочей жидкости, и сжимавшейся при снятии давления. 